# هفته‌نامه گاردین
هفته‌نامه گاردین (انگلیسی: The Guardian Weekly) مجله خبری بین‌المللی انگلیسی‌زبان در لندن، انگلستان است. گاردین یکی از قدیمی‌ترین نشریات خبری بین‌المللی در جهان است که در بیش از ۱۷۰ کشور خواننده دارد. محتوای سرمقاله این هفته‌نامه از نشریات خواهر آن، روزنامه بریتانیایی گاردین و روزنامه یکشنبه آبزرور گرفته می‌شود و هر سه مجله و روزنامه متعلق به گروه رسانه‌ای گاردین هستند.
هفته‌نامه گاردین از بهار ۲۰۲۲ توسط گراهام اسنودن سردبیری می‌شود. این هفته‌نامه توسط ابی دونی برای چندین سال تا سال ۲۰۱۷ و سپس توسط ویل دین سردبیری شد.

## تاریخچه

### سال‌های نخستین
اولین نسخه هفته‌نامه گاردین منچستر، یک هفته پس از امضای پیمان ورسای در ۴ ژوئیه ۱۹۱۹ چاپ شد. منچستر گاردین خود را به‌عنوان یک صدای لیبرال پیشرو معرفی کرد و می‌خواست دامنه نفوذ خود را به‌ویژه در ایالات متحده آمریکا در شرایط تغییر جو سیاسی پس از جنگ جهانی اول گسترش دهد. هدف اعلام‌شده این هفته‌نامه چنین بود: «ارائه بهترین و جالب‌ترین چیزها در منچستر گاردین، متمایزترین و مستقل از زمان به‌طور فشرده در قالب هفتگی». استقبال اولیه خوب بود. دیری نگذشت که گاردین منچستر می‌توانست به خود ببالد: زیرا «به‌ندرت گوشه‌ای از جهان متمدن وجود داشت که مرتباً این هفته‌نامه در آن پست نشود»، اگرچه شایان ذکر است که این روزنامه برای مدتی توسط هیتلر در آلمان توقیف شد.

### تکامل و ویرایش ۱۹۶۹ – ۲۰۰۷
روزنامه در بخش اعظم فعالیت خود به‌صورت روزنامه نیم‌قطع بود یعنی نصف روزنامه قطع بزرگ. در ابتدا مفهوم «بهترین‌های گاردین» به‌معنای یک نظر وزین برای صفحه اول بود. تحت سردبیری جان پرکین این روزنامه در سال ۱۹۶۹ تکامل یافت؛ تا آنجا که در صفحه اول از تصاویر استفاده شد.
در سال ۱۹۷۱، نسخه انگلیسی روزنامه فرانسوی لو موند بسته شد و هفته‌نامه گاردین فهرست ۱۲۰۰۰ اشتراکی و همچنین چهار صفحه نسخه لو موند را به خود اختصاص داد. در سال ۱۹۷۵ یک قرارداد محتوا با واشینگتن پست بست. صفحات اختصاصی هر دو نشریه مقالات گاردین را تقویت کردند تا اینکه در سال ۱۹۹۳ با طراحی مجدد، تحت سردبیری جدید پاتریک انسور، مقالات دو نشریه درهفته‌نامه منتشر شد. در همان سال، گروه رسانه‌ای گاردین، پس از خرید عنوان بریتانیا ساندی در شکل و محتوای آبزرور ظاهر شد.
تقریباً در این زمان، هفته‌نامه گاردین از چیدل، گریتر منچستر، به جنوب منچستر نقل مکان کرد تا به بقیه اعضای گاردین در لندن بپیوندد. این حرکت باعث شد تا هفته نامه دسترسی بهتری به سردبیران، نویسندگان ارشد و ویژگی‌های اخبار داشته باشد. در سال ۱۹۹۱، پیشرفت‌های تکنولوژیکی، اولین انتقال صفحات را توسط مودم به یک سایت چاپی استرالیایی امکان‌پذیر کرد. تحت سردبیری انسور، این مقاله با استفاده از برنامه انتشار دسکتاپ کوارک اکسپرس شروع به تولید کرد. این یک نشریه در اندازه تبلوید شد. سپس، در سال ۲۰۰۵، زمانی که روزنامه گاردین از یک برگه گسترده به قالب کوچکتر برلینی تبدیل شود، هفته نامه گاردین به نیمه برلینر کاهش یافت و در عین حال صفحه بندی را به ۴۸ صفحه که اکنون استاندارد است افزایش داد. چاپ تمام رنگی نیز معرفی شد. در واپسین روزهای ویراستاری انسور، که با مرگ او بر اثر سرطان در سال ۲۰۰۷ محدود شد،پیشرفت‌های بیشتر در فناوری به این معنا بود که حتی خوانندگان هفته‌نامه در دورافتاده‌ترین مکان‌ها نیز می‌توانستند به اینترنت دسترسی داشته باشند.

### از سال ۲۰۰۷
استراتژی گاردین با انتصاب ناتالی بنت استرالیایی به عنوان جانشین انسور همزمان شد با دیجیتالی شدن این هفته‌نامه. از این پس اخبار فوری راه اندازی شد و بدون توقف به سرعت در سایت گاردین توسعه پیدا کرد. در سال ۲۰۰۷ یک نسخه دیجیتالی از هفته نامه گاردین ایجاد شد، وبلاگ یک سردبیر اضافه شد و در ادامه در سایت‌های رسانه‌های اجتماعی فیس‌بوک و توییترحضور پیدا کرد. هفته‌نامه گاردین را از این پس می‌شد به صورت آنلاین در سایت گاردین پیدا کرد، جایی که همه اطلاعاتشان را اشتراک می‌گذارند. بنت در خلال سردبیری خود بر لزوم جهانی بودن برنامه هفته نامه تأکید کرد و پوشش آن را در مورد مسائل زیست‌محیطی و کشورهای در حال توسعه افزایش داد. اشتیاق او به سیاست زیست‌محیطی منجر به خروج او از روزنامه در سال ۲۰۱۲ شد. او تا سال ۲۰۱۶ رهبر حزب سبز انگلیس و ولز شد.
تکامل هفته نامه گاردین زیر نظر ابی دونی، یک روزنامه‌نگار، مجری خبری و سردبیر وب با بیش از سه دهه تجربه بین‌المللی که در آمریکای شمالی، آسیا و اروپا کار و زندگی کسب کرده بود ادامه یافت.تحت مدیریت کانادایی دیونی، هفته نامه روزنامه‌نگاری طولانی مدت را با تأکید بیشتر بر نوشتارهای روشنگر، تحلیل عمیق و ویژگی‌های پر جنب و جوش که یک جهان بینی جامع را به نمایش می‌گذارد، به کار گرفت. گزارش مضامین و روندهای جهانی اکنون در صفحه اول نمایش داده می‌شود، در حالی که صفحه پشتی صحنه‌ای برای نظرات نویسندگان برجسته گاردین است. تجربه جهانی دست اندرکار ان گاردین تضمین می‌کند که هفته نامه هرگز از یک دیدگاه جغرافیایی بیرون نیامده است. این هدف با راه‌اندازی وب‌سایت آمریکایی گاردین در سال ۲۰۱۱، که شروع ویرایشش در شهر نیویورک انجام شد آغاز گردید، اما دو سال بعد توسط سایت «گاردین استرالیا» که مستقر در سیدی است فرصت‌های پوشش هفتگی را در این مناطق کلیدی افزایش داد و به این هدف کمک کرد. دیونی در سال ۲۰۱۷ سردبیری را ترک کرد و در نهایت ویل دین در آوریل ۲۰۱۸ جایگزین او شد.
هفته نامه گاردین در اکتبر ۲۰۱۸ به عنوان یک مجله براق دوباره طراحی شد. و اعلام گردید که تیراژ مجله افزایش یافته و در سه نسخه مختلف بین‌المللی، آمریکای شمالی و استرالیا منتشر می‌شود.

## قالب
عنوان هفته‌نامه گاردین در سایت‌هایی در بریتانیا، استرالیا و ایالات متحده آمریکا در قالب مجله خبری تمام رنگی چاپ شده است. انتشار استاندارد از زمان تغییر قالب آن (از روزنامه) در ۱۲ اکتبر ۲۰۱۸تاکنون ۶۴ صفحه دارد.

## خوانندگان در سراسر جهان
بریتانیا، استرالیا، ایالات متحده و کانادا برترین بازارهای هفته نامه گاردین هستند و پس از آن نیوزلند، فرانسه و آلمان قرار دارند. مخاطبان هفته نامه با بیش از ۱۷۰ کشور جهان، در سراسر جهان پراکنده شده‌اند.
هر هفته، خوانندگان تشویق می‌شوند تا خود را به مشترکان خود در ملاقات خوب و ویژه به شما معرفی کنند، که در سال ۲۰۱۲شروع شد. این ویژگی برای مدتی از دسامبر ۲۰۱۹ فعالیت نداشت.
بررسی‌ها نشان می‌دهد که حدود ۶۰درصد از مشترکان بیش از یک دهه مشترک هفته نامه بوده‌اند. خوانندگان هفته نامه بیشتر به جمعیت تحصیلکرده متمایل است. خواننده معمولی که بالای ۴۵سال سن دارد، حداقل دارای مدرک تحصیلی است یا در آموزش و پرورش کار می‌کند یا بازنشسته شده است، با تقسیم مرد و زن رده سنی ۵۹–۴۱ سال می‌باشند.
خوانندگان دلایل معمول خود را که برای اشتراک مطرح می‌کنند عبارتند از: عادت خانوادگی در استفاده از منچستر گاردین. طلسم کار در خارج از کشور برای توسعه یا تدریس؛ و بازنشستگی یا مهاجرت (اغلب به استرالیا، نیوزلند یا آمریکای شمالی). برخی دیگر اغلب می‌گویند مسیر ورودشان به خانواده هفتگی گاردین با ارسال نسخه‌ای به آنها در محل کار یا در حین کار صورت گرفته است.

### خوانندگان قابل توجه
خوانندگان این روزنامه شامل بسیاری از دولتمردان جهان، از جمله نلسون ماندلا است که در دوران زندان مشترک این روزنامه شد، به طوریکه این روزنامه را «پنجره ای به سوی جهان گسترده‌تر» توصیف کرد. جورج دابلیو بوش اولین رئیس‌جمهور ایالات متحده پس از جیمی کارتر بود که با شکستن سنت رونالد ریگان، جورج اچ. دبلیو بوش و بیل کلینتون، در هفته نامه گاردین مشترک نشد.